# Cesare Rossi (Komponist, 1842)
Cesare Rossi (* 1842 in Neapel; † 1909 in Mailand) war ein italienischer Komponist, Dirigent und Gesangspädagoge.
Rossi wirkte als Komponist, Dirigent und Gesangslehrer in Neapel und Mailand. Seine Oper Il ritratti di perla nach einem Libretto von Enrico Golisciani wurde 1879 am Teatro Bellini uraufgeführt und erschien im gleichen Jahr im Verlag Antonio Alberino, Neapel, im Druck. Außerdem veröffentlichte er eine Sammlung neapolitanischer Lieder unter dem Titel Eco del Vesuvio : scelta di celebri canzoni napolitane. Er darf nicht verwechselt werden mit dem gleichnamigen Komponisten Cesare Rossi, der von 1858 bis 1930 lebte.

## Schüler (Auswahl)
- Fritz Rapp
- Inga Ørner